# Philaenus sachalinensis
Philaenus sachalinensis is een halfvleugelig insect uit de familie Aphrophoridae. De wetenschappelijke naam van deze soort is voor het eerst geldig gepubliceerd in 1915 door Matsumura.